# Луиза Прусская (1838—1923)
Луиза Мария Елизавета Прусская (нем. Luise Marie Elisabeth von Preußen; 3 декабря 1838, Берлин — 23 апреля 1923, Баден-Баден) — член дома Гогенцоллернов, великая герцогиня Баденская.

## Биография

### Детство

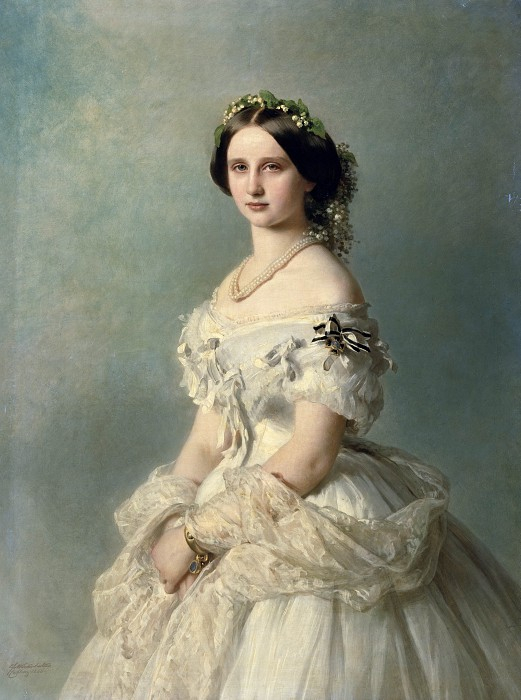
Принцесса Луиза Прусская, будущая великая герцогиня Баденская. худ. Франц Ксавер Винтерхальтер, 1856.

Принцесса Луиза — единственная дочь принца Вильгельма Прусского, будущего германского императора Вильгельма I, и его супруги принцессы Августы Саксен-Веймар-Эйзенахской, второй дочери великого герцога Карла Фридриха и великой княжны Марии Павловны Романовой.
Вместе со старшим братом Фридрихом, будущим императором Фридрихом III, Луиза выросла в Берлине. В 1849 году её отец был назначен генерал-губернатором Рейнской области и Вестфалии. В феврале 1850 года на новое место жительство в кобленцский курфюршеский дворец переехала и его семья.
В семье Луизу называли «Виви». Образование девочка получила у частных учителей, выбранных для неё матерью: она обучалась гуманитарным наукам и «государевым добродетелям», в которые входило, в частности, посещение детских домов, больниц и благотворительных вечеров. С 1851 по 1853 год её наставницей была Адель де Пьер — переводчица родом из швейцарского города Невшатель.
В детстве Луиза была особенно привязана к отцу: рассказывали, что  она любила украшать кабинет Вильгельма  васильками — его  любимыми цветами. Вильгельм  любил присутствовать на уроках Луизы, часто эти посещения заканчивались тем, что отец и дочь вместе играли на  полу.
Начиная с 1850 года юная принцесса стала проводить лето в Баден-Бадене. В мае 1855 года состоялась конфирмация принцессы в часовне дворца Шарлоттенбург, а всего через несколько недель её познакомили с будущим мужем — принц-регентом баденским Фридрихом, третьим сыном  великого герцога Баденского Леопольда и принцессы Софии Вильгельмины. Фридрих был объявлен регентом при своём старшем брате Людовике, страдавшем психическим заболеванием, и вскоре должен был унаследовать титул великого герцога.

### Брак и семейная жизнь

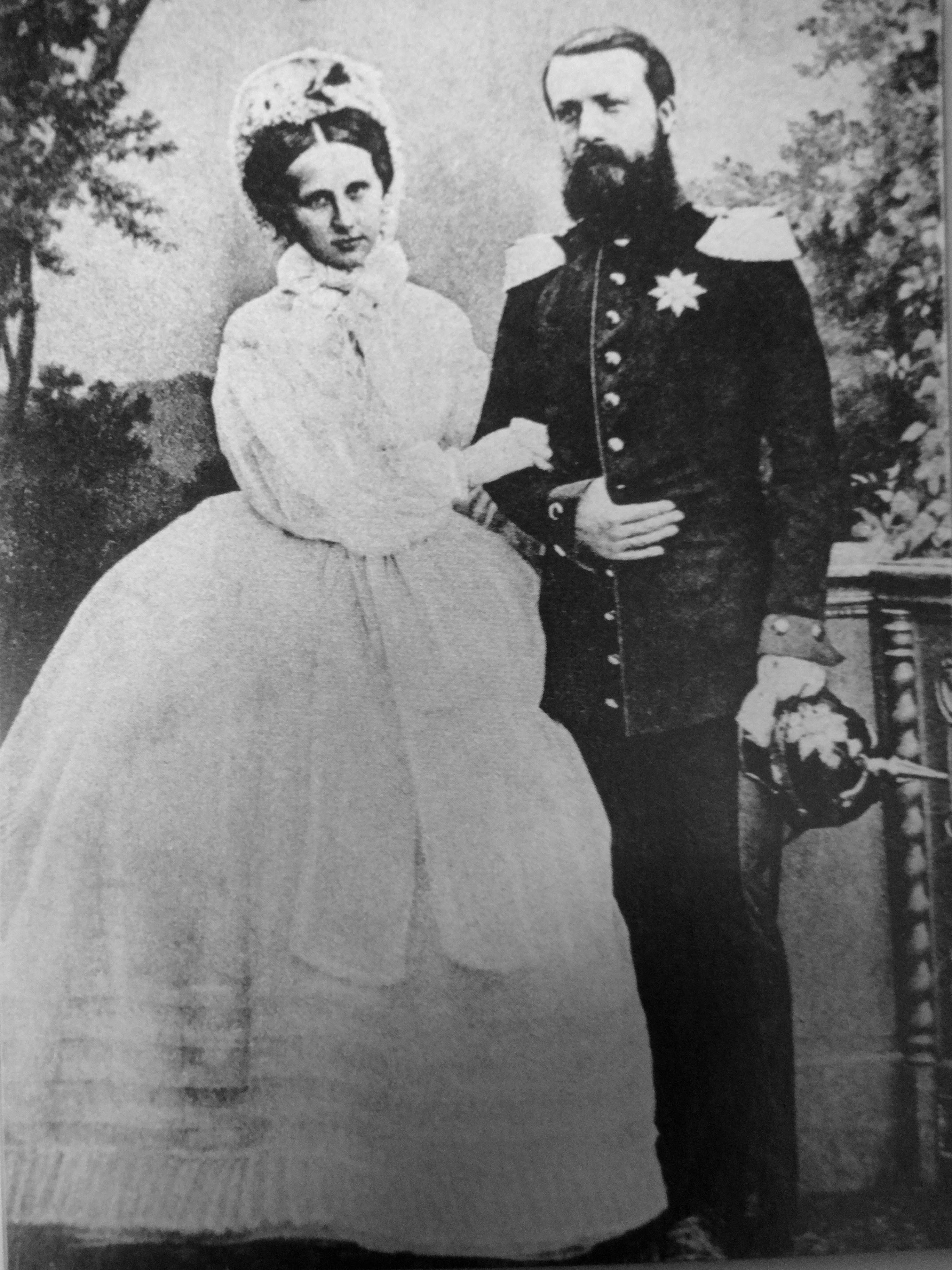
Великий герцог Фридрих I и великая герцогиня Луиза, 1860 год.

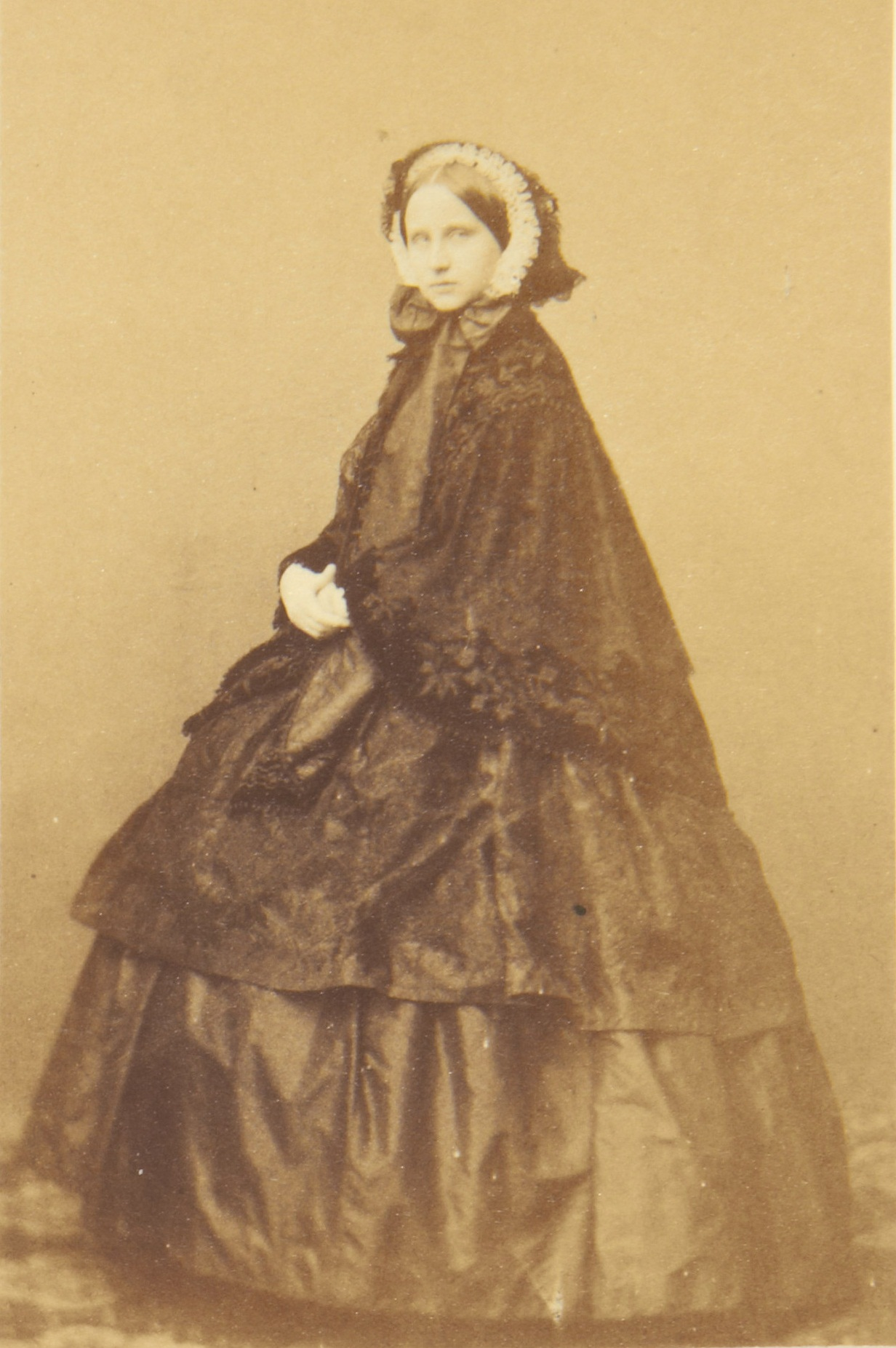
Луиза, великая герцогиня Баденская, 1860 год.

20 сентября 1856 года, спустя несколько дней после провозглашения Фридриха великим герцогом Баденским, принцесса Луиза вышла за него замуж в берлинском Городском дворце.
В браке родилось трое детей:
- Фридрих Людвиг Леопольд Август (1857—1928), будущий великий герцог баденский;
- София Мария Виктория (1862—1930), будущая королева Швеции;
- Людвиг Вильгельм (1865—1888), принц баденский.

Луиза была счастливой женой и матерью. После свадьбы  она писала одному из друзей: «моя жизнь стала для меня намного прекраснее, дороже, моё счастье стало намного богаче и глубже, чем раньше». Великий герцог и его супруга были очень популярны в Бадене. Но  Луизе и Фридриху были не по душе строгие нравы  при дворе в Карлсруэ, они предпочитали жить в своей летней резиденции на острове Майнау на Боденском озере. Фридрих организовал обустройство на Майнау дворцового парка, в котором были высажены средиземноморские и тропические растения, разбиты сады, проложены аллеи и основан дендрарий.
Луиза была дружна с Алисой Гессенской,  дочерью английской королевы Виктории. В переписке самой английской королевы Луиза и Фридрих неизменно упоминались с симпатией как  «добрые Фриц и Луиза Баденские».
С  сестрой Алисы — Викторией, в 1858 вышедшей в замуж за брата Луизы, принца Фридриха, отношения у великой герцогини были менее душевными. Несмотря на то, что Луиза и её невестка Виктория в молодости считались подругами, они часто соперничали, особенно при сравнении своих детей.  Виктории, чей первенец (будущий Вильгельм II) родился с больной рукой, казалось, что Луиза  хвастается  перед ней  здоровьем своих детей. Однако, Луиза очень любила  племянника. Маленький Вильгельм был также очень привязан к ней, что вызывало ревность у матери. Виктория жаловалась английской королеве, что великая герцогиня «его ужасно балует».
Близкие отношения с тётей Вильгельм сохранил и во взрослом возрасте, Луиза нередко поддерживала племянника во время его конфликтов с родителями. Позже Вильгельм писал, что его тётя «обладала значительными политическими способностями и большим организационным даром, и отлично понимала, как поставить нужных людей на правильные места  и как использовать свои силы для общего блага. […] Она прекрасно научилась сочетать прусские элементы с баденским характером, и превратилась в образцовую владетельную принцессу».
В то же время Луизу с её золовкой объединяла неприязнь к канцлеру Отто Бисмарку (у матери Луизы — императрицы Августы — с ним также были напряжённые отношения). Бисмарк, будучи противником влияния церкви, с недоверием относился к Великому герцогству Баден, как к одному из самых значимых центров католицизма в Германии. Он считал, что великая герцогиня оказывает влияние  на своего отца, в интересах католиков. В частности, когда Луиза после Франко-прусской войны  обратилась к Вильгельму I с просьбой проявить снисхождение к католикам Эльзаса, Бисмарк постарался помешать  исполнению этого пожелания.
До этого определённые трения между Баденом и Пруссией вызвала  также Австро-Прусская война 1866 года, в которой  власти Бадена предпочли   принять сторону Австрии (несмотря  на тесные семейные связи  правящей династии с Берлином и на то, что великий герцог Фридрих склонялся к тому, чтобы  поддержать своего тестя). Однако, благодаря родственным связям Прусского и Баденского домов, после войны Баден не был включён в список государств, вынужденных выплачивать Пруссии чрезмерную контрибуцию.

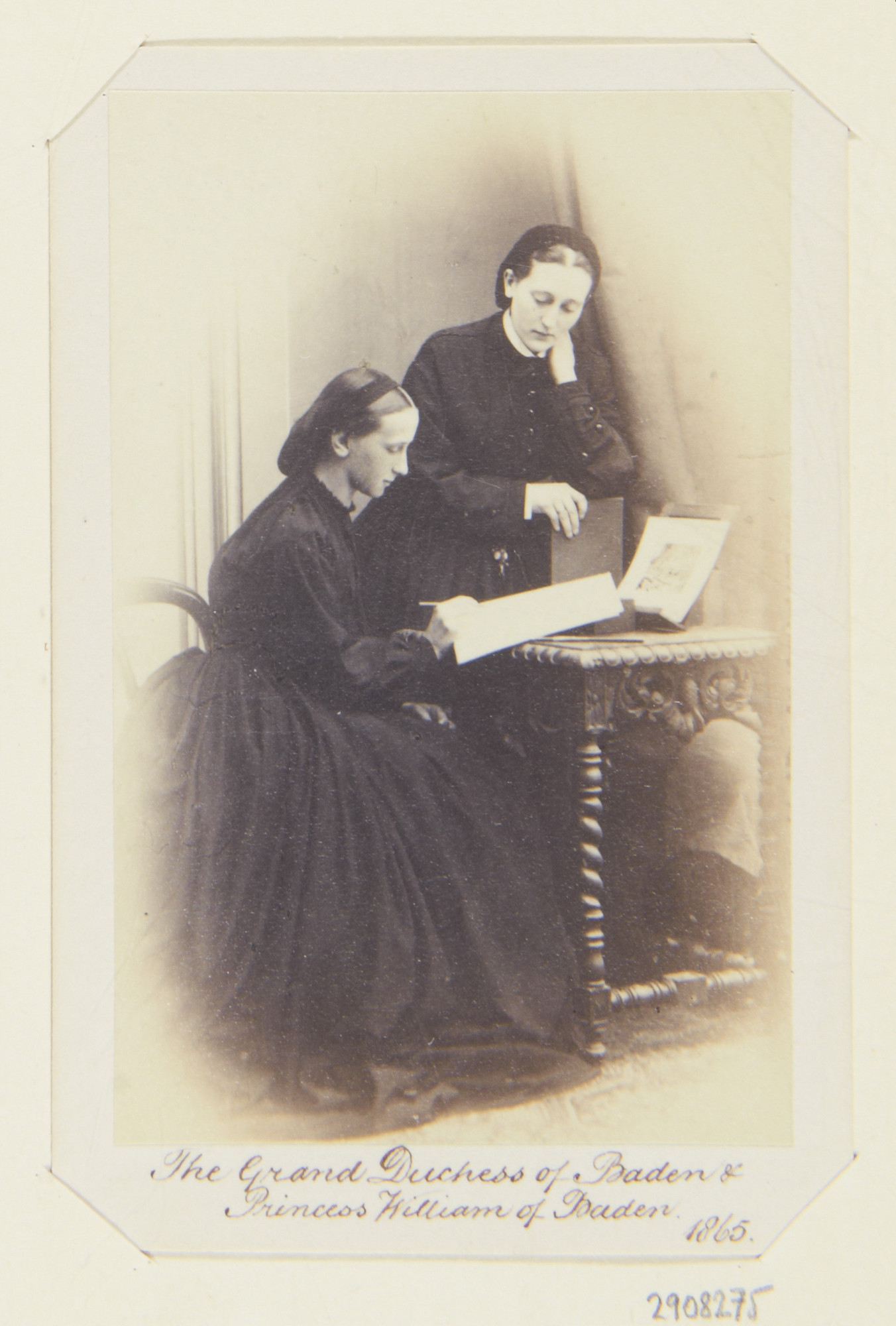
Луиза с женой брата мужа, герцогиней Марией Максимилиановной, внучкой Николая I. 1866 год.

В 1871 году Луиза была награждена Вюртембергским орденом Ольги.
20 сентября 1881 года, в день серебряной свадьбы Луизы и Фридриха, состоялось бракосочетание их дочери, Софии Марии Виктории, с будущим королем Швеции Густавом V. В 1885 году их старший сын  Фридрих женился на принцессе Хильде Нассаусской.
1888 год стал тяжёлым испытанием для великой герцогини и её семьи. В марте вернувшись из Сан-Ремо, где она навещала тяжело больного брата — кронпринца Фридриха, Луиза узнала о неожиданной смерти своего второго сына, Людвига Вильгельма. Он умер 23 февраля во Фрайбурге в возрасте 23-х лет. Вскоре после этого, 9 марта, Луизе пришлось похоронить отца, Вильгельма I, 15 июня она потеряла единственного брата, а ещё два года спустя — мать, императрицу Августу.
В 1890-х гг. Луиза всё чаще стала жаловаться на ухудшение здоровья, но проведённая в 1897 году операция по удалению катаракты принесла заметное облегчение ее многолетним проблемам со зрением.
В 1896 году в честь 58-летия великой герцогини, жители Мангейма посвятили ей только что созданный большой парк, который с тех пор называли Луизенпарк; сегодня это один из самых красивых парков Европы.
В доме великой герцогини Баденской воспитывалась принцесса Гермина Рейсс-Грейцская, после смерти в 1902 году своего отца, Генриха XXII Рейсс-Грейцского (мать Гермины, Ида Матильда Шаумбург-Липпе, умерла ещё в 1891-м году), ставшая впоследствии второй женой Вильгельма II.

### Общественная деятельность

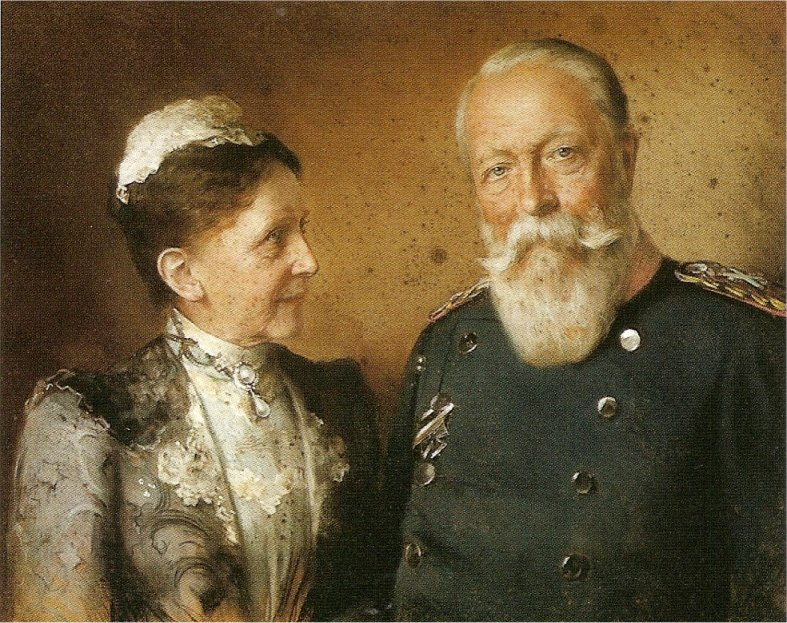
Великий герцог Фридрих I и великая герцогиня Луиза, 1902 год.

В качестве великой герцогини Луиза принимала активное участие в благотворительных организациях, особенно в тех, что касались женщин. В июне 1859 года, в связи с опасностью, что Баден будет затронут Австро-итальянской войной, 19-летняя великая герцогиня помогла основать в Карлсруэ благотворительную организацию под названием «Баденский союз женщин» – предшественницу «сестёр Красного Креста».
Под протекторатом Луизы «Баденский союз женщин» вскоре  превратился в крупнейшую женскую организацию Бадена. В неё также были вовлечены мужчины — в качестве консультантов и спонсоров. Одной из основных задач организации в военное время был сбор денег, одежды и медикаментов для поддержки союзных войск. После окончания войны участницы «Баденского  союза женщин» перешли к мирным задачам: они поддерживали женское образование, оплачиваемую занятость, организовывали женские курсы (в том числе для будущих медсестёр),  уход за больными и престарелыми, открытие больниц и яслей для детей из нуждающихся семей. Организация достигла успеха и в деле обеспечения женского участия в административных органах, например — в баденских муниципальных комиссиях по помощи малоимущим. «Баденский союз женщин» действовал до 1937 года.
Женские союзы под покровительством Луизы занимались также организацией курсов по ведению домашнего хозяйства. В 1885 году в Шопфхайме были открыты первые  выездные кулинарные курсы, в 1886 году в Пфорцхайме — первая  школа домашнего хозяйства. Обучение проходило в основном в зимние месяцы, женские ассоциации обеспечивали учителей и кухонные принадлежности. По мере роста интереса региональных властей курсы стали более продолжительными.
1 октября 1885 года под патронажем Луизы открылась Женская Школа живописи, просуществовавшая до 1923 года. Эта школа была частным учреждением, но финансировалась муниципалитетом и государством. Обучение было платным, в качестве вступительного экзамена требовалось выполнить тестовые задания, подтверждающие, что  абитуриентки ранее получали уроки рисования. Студенток обучали художники Карлсруэ, которые также преподавали в Художественной академии. Учебная программа включала обучение рисованию по гипсовым или живым моделям, созданию пейзажей и натюрмортов и портретов. Вспомогательные предметы включали изучение перспективы, анатомию и  историю искусства
Луиза поддерживала переписку с английской активисткой Флоренс Найтингейл, а также с Кларой Бартон — основательницей  американского Красного Креста, с которой она познакомилась во время Франко-прусской войны. Найтингейл утверждала, что письма великой герцогини могли быть написаны «любым руководителем времён Крымской войны».  Совместно с Кларой Бартон Луиза организовали  военные госпитали и женские швейные фабрики, после войны, по предложению Луизы, Вильгельм I наградил Клару Бартон Железным крестом за заслуги.
В 1917 году медицинский факультет Технологического института Карлсруэ присвоил Луизе степень почётного доктора.
Согласно сообщениям газет, во время Первой мировой войны Луиза, несмотря на свой преклонный возраст, приветствовала немецких солдат, вернувшихся в Германию из французского плена.

### Вдовство  и поздние годы

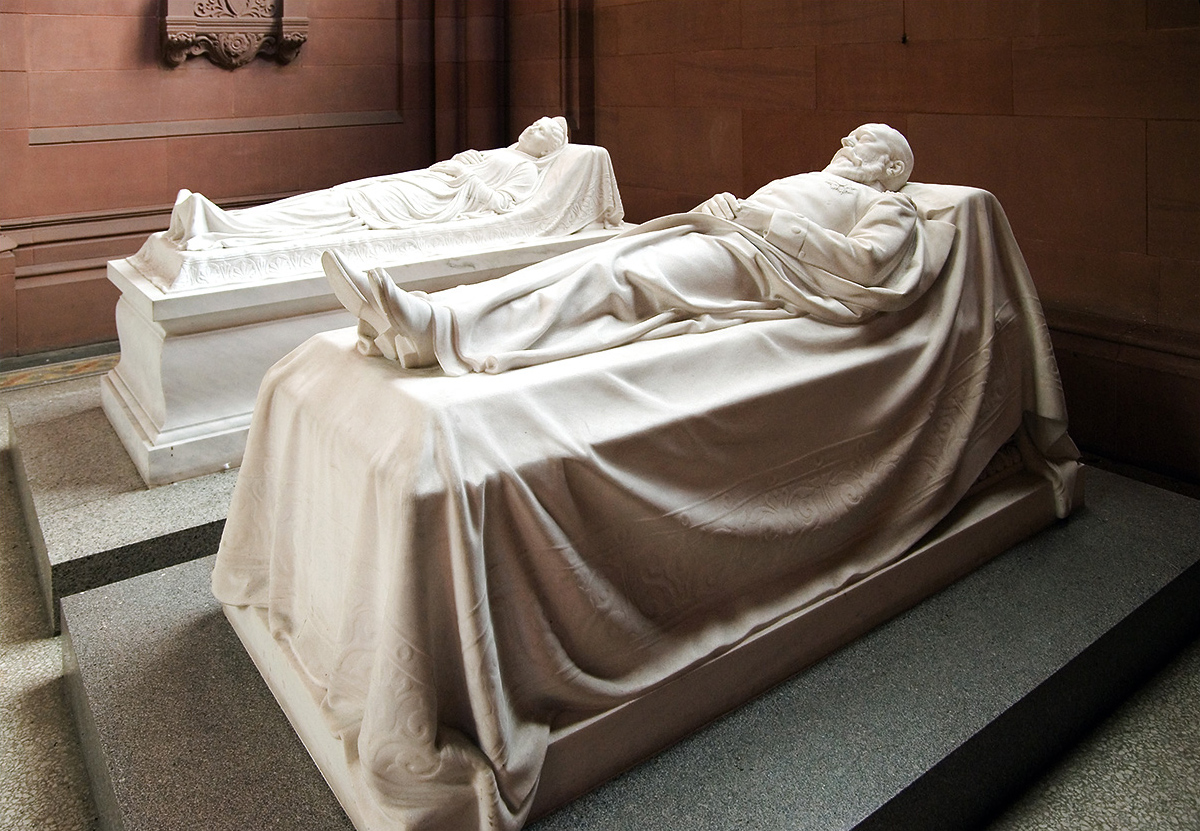
Надгробие на могиле четы великих герцогов в мавзолее в Карлсруэ

В середине 1900-х гг. великая герцогиня приняла участие в двух семейных торжествах: 80-летнем юбилее мужа (9 сентября 1906 года) и праздновании их золотой свадьбы. Год спустя — 28 сентября 1907 года — Луиза стала вдовой.
После свержения Вильгельма II, 11 ноября 1918 года, в Карлсруэ, где жила вдовствующая великая герцогиня начались беспорядки. Сын придворного привёл к герцогскому дворцу солдат, за которыми следовала большая толпа людей, началась стрельба. Луиза вместе с остальными членами герцогской семьи покинула дворец и направилась в замок Цвингенберг в долине реки Неккар. Поскольку в дни революции Луиза принимала у себя дочь, шведскую королеву Софию, власти Бадена предпочли не допускать чего-либо, что могло бы вызвать дипломатический конфликт со Швецией. С разрешения нового правительства великая герцогиня Баденская смогла остановиться в замке Лангенштайн, принадлежащем шведскому графу Дугласу. Был также издан приказ о защите герцогской семьи и запрете размещения в  Лангенштайне  возвращающихся  с войны солдат. Очевидцы утверждают, что во время этих событий Луиза сохраняла спокойствие и ни на что не жаловалась.
В 1919 году Луиза запросила у правительства разрешение на проживание в Майнау, и получила ответ, что теперь она частное лицо и может делать всё, что хочет. Свои последние годы великая герцогиня провела в Баден-Бадене, где умерла 23 апреля 1923 года. Похоронена рядом с мужем и сыном, Людвигом-Вильгельмом, в погребальной часовне великих герцогов в Карлсруэ. Надгробие для могилы великой герцогини было создано скульптором Германом Фольцем.